# 联合公民诉联邦选举委员会案
联合公民诉联邦选举专员会案（Citizens United v. Federal Election Commission, 558 U.S. 08-205 (2010)）是由美国联邦最高法院判决的一场具有重要意义的诉讼案。最高法院于2010年1月21日做出判决，认定两党选举改革法案（又称麦凯恩-费恩古尔德法案，由共和党议员约翰·麦凯恩与民主党议员拉斯·芬格爾德于2002年提出）违反宪法第一修正案（……联邦不得通过法律限制言论自由）。
该法案的203条规定：公司和工会不得在大选60天前和初选30天前在广播、有线电视和卫星等“选举通讯渠道”中攻击或支持某一候选人。这一案件自哥伦比亚区地区法院上诉而来。在2008年的判决中，当时地区法院站在了联邦选举委员会（FEC）一边，认定原本计划在2008年美国总统选举前夕播放的批评总统候选人的电影《希拉里：一部电影》（Hillary: The Movie）违法。
最高法院的判决则认为，两党选举改革法案中关于竞选最后阶段限制各种企业或组织以赢利或非赢利的目的资助候选人的相关条款违宪，同时推翻了之前最高法院伦奎斯特法庭的两个判例，分别是1990年的奥斯丁诉密歇根商会案（Austin v. Michigan Chamber of Commerce）以及2002年的麦康奈尔诉联邦选举委员会案（McConnell v. FEC）。判决认定通过资助来播放批评其他候选人的竞选广告是合法的，但仍旧限制企业或组织对于候选人的直接金钱资助。
支持者认为这符合言论自由的原则，而反对者则认为这一判决将会造成大量金钱介入竞选活动，使民主政治腐化。著名法学家埃尔温·乔姆伦斯基将其称为“近年来关于第一修正案最为重要的案件”。

## 背景
联合公民是一个保守派的501(c)4非营利组织，原先计划在DirecTV上播出宣传其电影《希拉里：一部电影》的广告，这是一部批评时任参议员、总统候选人希拉里·克林顿的纪录片。根据2002年颁布的两党选举改革法案441b条款，企业或团体在初选前30天或大选前60天资助跟竞选有关的、或抵毁候选人的言论是不被允许的。2008年1月，哥伦比亚区地区法院就以初选前30天内资助该广告为由判联合公民败诉。法庭认为此电影的唯一目的就是抵毁希拉里·克林顿，而联合公民则辩称电影是基于事实和超越党派的。
最高法院于2008年8月18日收到此案件的上诉，并于2009年3月24日举行了一次口头辩论。该案原本应于2009年夏天作出判决。
然而，到了2009年6月29日，法庭决定让双方在9月9日再举行一次辩论。致使法庭决定进行再次辩论的一个重要原因或许是时任副检察长马尔科姆·L·斯图尔特的一席话，当时他代表联邦选举委员会，认为政府也应该获得禁止图书出版的权力，如果这些书是由企业或组织资助并且涉及“表达支持”（express advocacy）的话。在口头辩论阶段，联合公民就曾提出这样的问题：“1990年奥斯丁诉密歇根商会案和以及2002年麦康奈尔诉联邦选举委员会案为2002年两党选举改革法案提供了合法性的支持，那是否应该推翻这两个先前的判例？”
该案是大法官索托马约尔在2009年8月任职以来第一次主持聆讯，也是联邦总检察长艾蕾娜·卡根第一次在最高法院进行辩论。参加辩论的还有的前任布什政府总检察长西奥多·奥尔森、著名的第一修正案律师弗洛伊德·艾布拉姆斯，以及前任克林顿政府总检察长塞斯·范克斯曼。

## 判决
九位最高法院大法官最后的判决结果为5:4。其中法庭的多数意见由大法官肯尼迪提交，认为两党选举改革法案441b条款对于资助的限制是不合法的，也不适用于本案中的竞选电影。法庭推翻了1990年奥斯丁诉密歇根商会案的判例。当时的案件中，密歇根州制定了法律限制企业或组织通过资助来支持或反对竞选候选人，最后最高法院的判决支持了密歇根州的做法，认为该法律不违反宪法第一修正案和第四修正案的原则，还认为资金的介入会对选举带来不公平的影响。判决同时推翻了2002年麦康奈尔诉联邦选举委员会案的判例，当时最高法院支持了两党选举改革法案203条款和441b条款对于企业资助的限制。
而持不同意见的自由派大法官约翰·保罗·斯蒂文斯则认为这一判决不仅会威胁到民主，还会对构成对最高法院本身的伤害。

## 支持与反对
胜诉的联合公民在判决后说到，“今天美国最高法院的判决允许联合公民播放有关竞选的纪录片与广告，无论是对联合公民，还是对每一个想要参与政治的美国人来说， 都是一场巨大的胜利。”著名专栏作家、保守派时事评论员米歇尔·马尔金评论到“没错，各大企业是会从判决中得利从而花费更多金钱投入竞选活动。但是阳光是最好的杀菌剂，对于竞选候选人完全的、透明的揭露将会带来选举的革命。”保守派的脱口秀主持人拉什·林博说道，“今天，自由正从昏迷中苏醒。一切都来源于最高法院伟大的、伟大的、伟大的判决。我无法形容这有多么伟大。”
曾参加过1976年巴克莱诉瓦莱奥案辩论的布鲁克林法学院教授约耳·强罗，代表美国公民自由联盟评论此案“关乎第一修正案的重要的一天”，还说最高法院“去除了第一修正案在竞选中的等级制度”。知名律师、曾四度参加总统大选的拉尔夫·纳德则对判决进行了指责。
财政律师克勒塔·米契尔在《华盛顿邮报》写到，“最高法院正确地消灭了这样一个与宪法相悖的制度，只允许媒体（如《华盛顿邮报》）通过企业资金自由地传皤它们对于候选人的评论，却不允许其他企业这么做……限制企业资助的真正受害者是各种非赢利的支持组织。”
左派/自由派普遍反对该判决。总统巴拉克·奥巴马，对于最高法院的判决他评论到“这会给特殊利益集团更多的权力，还会掩盖普通美国人的声音”，并说这是大石油公司、华尔街银行、健保公司和其他强大利益集团的一大胜利。判决在国会也引起反弹，国会民主党领袖呼吁采取立法行动以削弱这一判决的影响。《纽约时报》的社论则说，“眼下，商业公司可以随心所欲地用现金支持或击败候选人。如果一位国会议员站到一个特种利益集团的对立面，后者的游说人现在可以威胁说：我们会调用一切资源将你拉下马。”社论还认为，这一判决“否决了业已建立的法律体系，侵蚀了矗立了整整一个世纪的商业公司与选举政治之间的大墙。”曾是改革党总统候选人的帕特·乔特说，“这一判决会使外国政府与外国企业介入我们的总统竞选成为可能。”
奥巴马总统在其随后的每周电台演讲中谈到“判决打击了我们的民主政治”，还说“我无法想像有比这对于公众利益影响更大的了。”
一些媒体，如在线媒体《今日老兵》将支持这一判决的五名大法官的行为称为“叛国”。而自由派媒体MSNBC的主播基思·奥尔伯曼甚至预言“未来十年内所有的政治家都将出卖自己的贞节”，还将该判决与曾引发美国内战的1857年斯科特诉桑弗特案相提并论。